# Rainer von Pisa

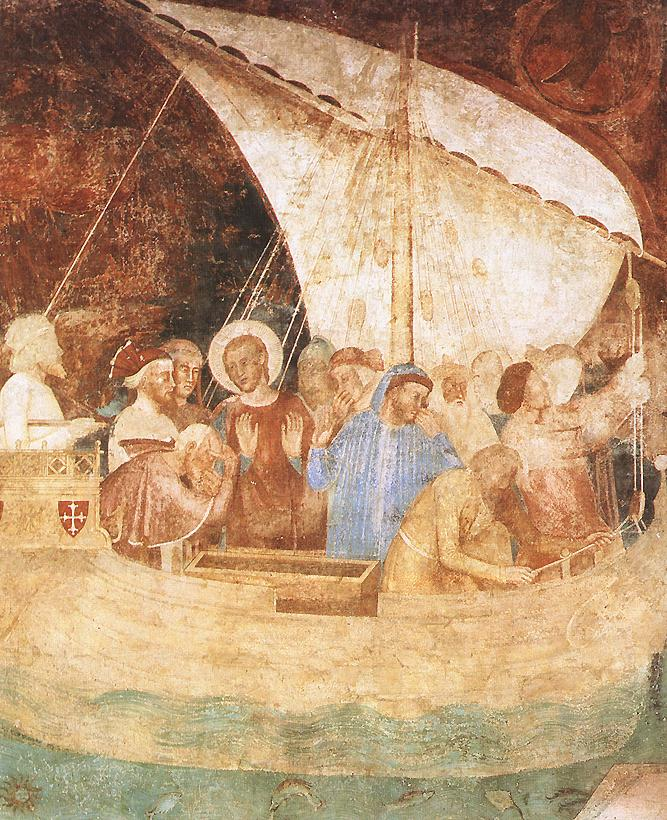
Szene aus dem Leben des heiligen Rainer, Fresko von Andrea di Bonaiuto, Camposanto Monumentale

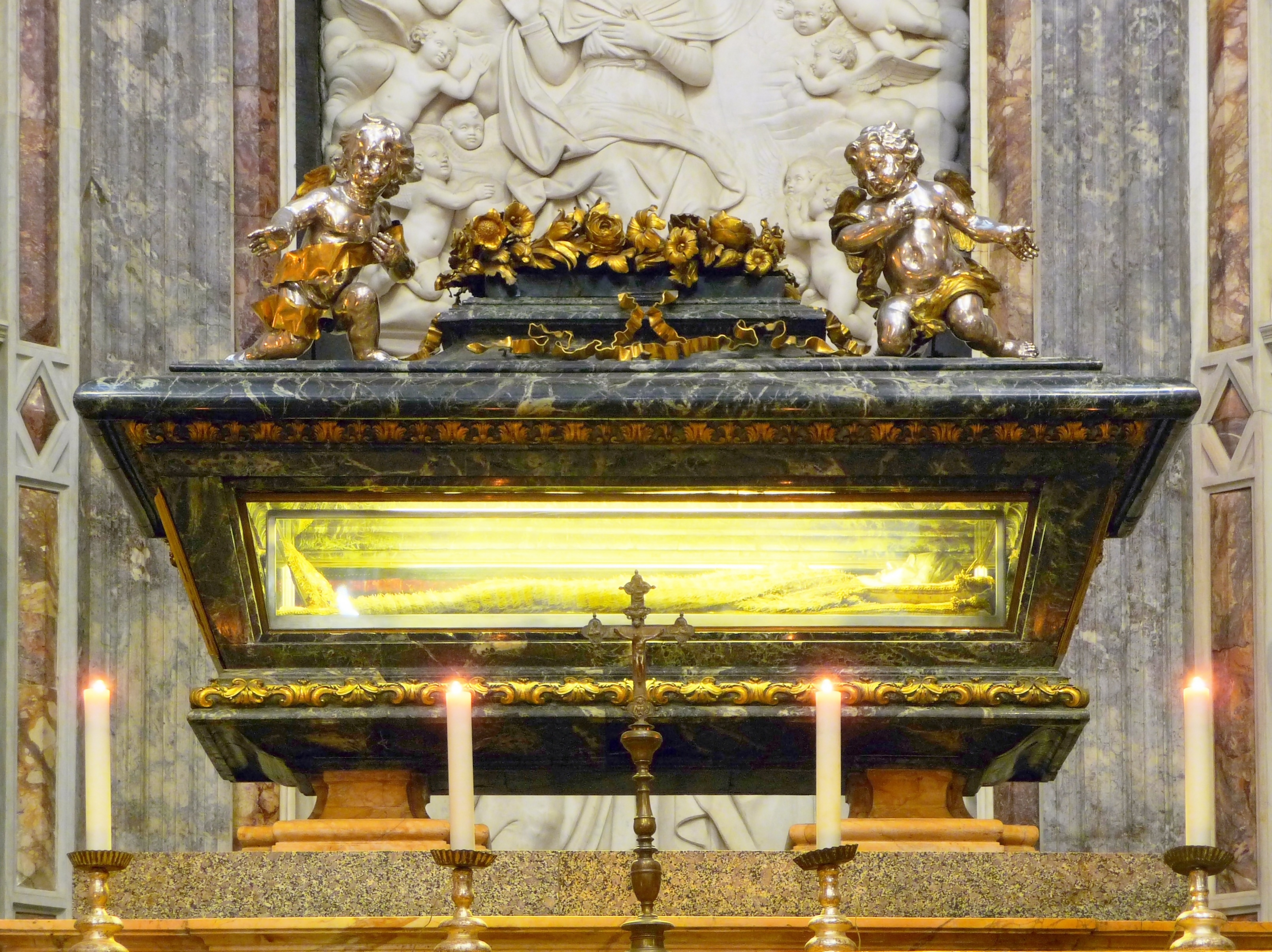
Grab des hl. Rainer von Pisa im Dom zu Pisa (Kapelle San Raniere)

Rainer von Pisa (lateinisch Raynerius, italienisch San Ranieri; * um 1116 in Pisa; † 1160 ebenda) war ein Einsiedler und Mönch. 
Er wird in der katholischen Kirche als  Heiliger verehrt. Sein Gedenktag wird am 17. Juni gefeiert. Er ist Schutzpatron der Stadt Pisa.

## Leben
Rainer war ein Sohn eines reichen Kaufmanns in Pisa. In seiner Jugend lebte er ein Leben mit allen weltlichen Freuden. Auf einer Seereise begegnete er einem Eremiten Albert und lebte fortan ein Leben in Askese, Buße und Kasteiung. Eine Legende erzählt davon, wie er einen Weinpanscher entlarvte. 
Um 1146 fuhr er ins Heilige Land, wo er ausschließlich von mildtätigen Gaben lebte. 1153 kehrte er nach Pisa zurück und lebte im Kloster San Vito. Schon zu Lebzeiten wurden ihm Wunder zugeschrieben, er hatte Visionen und trieb böse Geister aus.
1160 starb er.

## Verehrung
Ein Kult entstand bereits unmittelbar nach seinem Tod, 1284 wurde er zum Schutzpatron von Stadt und Erzbistum Pisa.
1591 wurde er im Dom zu Pisa bestattet, er liegt dort in einem gläsernen Schrein.